# Les Trésors de la mer Rouge
Les Trésors de la mer Rouge, est un récit de Romain Gary publié le 22 décembre 1971 aux éditions Gallimard.

## Résumé
"Les trésors de la mer rouge" de Romain Gary est un récit autobiographique dans lequel l'auteur relate ses voyages dans la région de la mer rouge (Djibouti, Yémen) à la fin de l'époque coloniale. Avec une prose à la fois lyrique et lucide, Gary y explore l'hostilité des terres traversées, dresse un portrait critique du colonialisme français, et révèle les véritables "trésors" comme des expériences humaines intenses et des moments de fraternité au coeur de la misère et de la violence.
Ce témoignage désabusé et puissant offre un regard profond sur la condition humaine, la fin d'un monde, et la beauté paradoxale des marges de l'histoire.
- Les Trésors de la Mer Rouge, éditions Gallimard, 1971,  (ISBN 2070278085)
- Les Trésors de la Mer Rouge, Gallimard, collection Folio, 2009,  (ISBN 978-2-07-038693-2)

## Analyse
Les Trésors de la mer rouge de Romain Gary est un récit de voyage ancré dans une réalité brute et impitoyable qui entoure la Mer Rouge, comprenant Djibouti, le Yémen et les côtes environnantes. Gary décrit une terre d'extrême dureté, un "enfer hypertrophié" où la misère, la violence et la dégradation humaine et sociale sont omniprésentes. Cette objection se manifeste dans de multiples dimensions, politique, sociale, historique, médicale, hygiénique, et impacte profondément la vie des populations locales ainsi que des français présents sur place, souvent désemparés.Au coeur du texte, le voyage de Gary se déploie comme une descente aux enfers sur des terres inhospitalières, hantées par la chaleur extrême, les reptiles dangereux, la pauvreté endémique et des figures humaines marquées par la souffrance et la folie.
L'approche narrative mêle l'observation crue et méditation philosophique où le reportage dépasse le simple témoignage historique ou colonialiste. Gary ne fait pas ici un procès du colonialisme, mais il en souligne les traces lourdes et les stigmates, révélateurs d'une "réalité plus profonde" que l'histoire officielle tend à occulter. Sa vision est empreinte d'une cruauté lucide, accentuée par des images puissantes telles que celle de la barque de Caron traversant des eaux infestées de requins, métaphore des dangers et du destin funeste qui pèsent sur ce territoire et ses habitants.
Par ailleurs, cela s'accompagne d'une réflexion méta-littéraire sur le rôle de l'écrivain. Gary endosse le rôle du témoin scrutant ses terres où l'animalité et la souffrance dessinent le visage d'une humanité déchue, presque Kafkaïenne. L'effort de narration se veut ainsi un travail d'art poétique où l'écriture est le moyen d'arracher à la disparition ces "trésors immatériels" que constituent les éclats d'humanité, même dans cet environnement de désolation.
Au-delà de la dénonciation, le texte exprime une certaine fraternité anonyme entre les hommes dans une démarche qui combien à la fois une écriture personnelle, engagée et universelle. Le style de Gary se caractérise par sa franchise, son ironie froide et une force évocatrice qui interpelle le lecteur sans concession.